# Патрульные корабли ближней морской зоны типа «Паоло Эмилио Таон ди Ревель»
Корабли типа «Паоло Эмилио Таон ди Ревель» (Paolo Thaon di Revel, также «Pattugliatore Polivalente d’Altura», многоцелевой патрульный корабль прибрежной зоны, PPA) — тип многоцелевых морских судов, построенных компанией Fincantieri для ВМС Италии. В период с 2021 по 2035 год кораблями этого типа планируется заменить четыре легких патрульных фрегата типа «Солдати» и восемь корветов типа «Минерва». В рамках военно-морского закона 2014 года запланировано построить в общей сложности шестнадцать кораблей. По состоянию на 2019 год было профинансировано семь единиц и еще три единицы в качестве опциона.

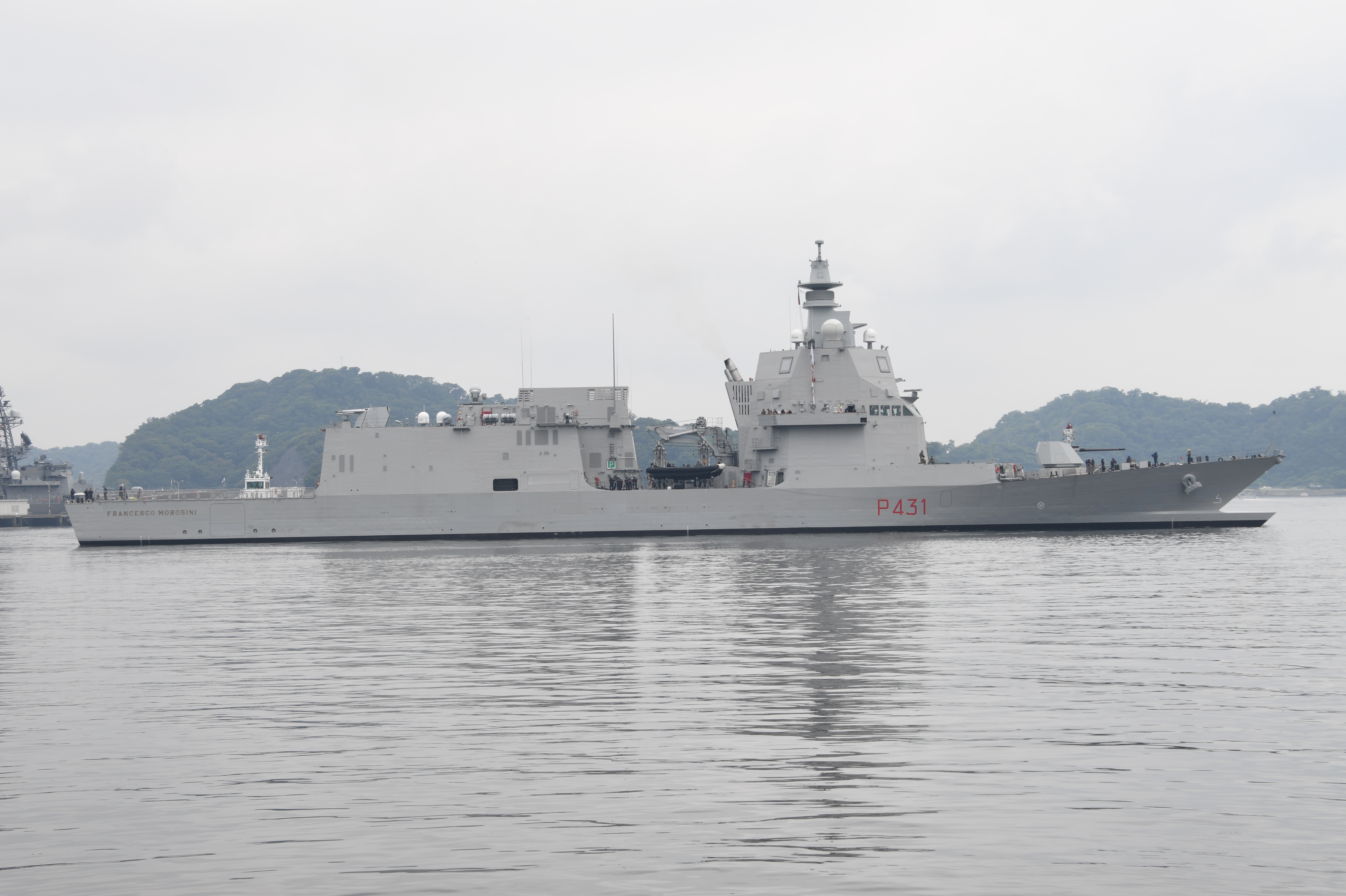
Francesco Morosini (2023)

Проект, разработанный с высоким уровнем модульности и автоматизации, будет поставляться в полной, легкой+ и легкой комплектации в зависимости от установленных средств обнаружения и оборудования и может выполнять множество функций, включая патрулирование с возможностью спасения на море, операций по защите гражданского населения и в наиболее оснащенной версии — боевой корабль первой линии..
Согласно RID, ВМС Италии заказали новую противокорабельную ракету большой дальности MBDA TESEO MK/2E (TESEO «EVO») также обладает способностью атаковать наземные цели. Ракета будет иметь новую головку самонаведения с двойным радиочастотным искателем и инфракрасным визиром для наведения на наземные цели. По сравнению с предшественником OTOMAT/TESEO, TESEO «EVO» MK / 2E имеет вдвое большую дальность — более 360 км.

## Состав серии
| Паоло Таон ди Ревель (Paolo Thaon di Revel) | P430 | 6261 | Лёгкий                           | 09.05.2017 | 15.06.2019 | 05.2021 | 02.12.2016 первые работы |
| Франческо Морозини (Francesco Morosini)     |      | 6262 | Лёгкий                           | 16.02.2018 | 03.2020    | 02.2022 |                          |
| (PPA 3)                                     |      | 6263 | Лёгкий+                          | 08.11.2018 | 2021       | 01.2023 |                          |
| (PPA 4)                                     |      | 6264 | Полный                           | 14.03.2019 |            | 04.2024 |                          |
| (PPA 5)                                     |      | 6265 | Лёгкий+                          |            |            | 10.2024 |                          |
| (PPA 6)                                     |      | 6266 | Лёгкий+                          |            |            | 08.2025 |                          |
| (PPA 7)                                     |      | 6267 | Полный                           |            |            | 08.2026 |                          |
| (PPA 8)                                     |      |      | Полный (до 05.2020)              |            |            |         |                          |
| (PPA 9)                                     |      |      | Лёгкий — по выбору (до 05.2021)  |            |            |         |                          |
| (PPA 10)                                    |      |      | Лёгкий+ — по выбору (до 05.2021) |            |            |         |                          |